# Fresno de la Fuente
Fresno de la Fuente – gmina w Hiszpanii, w prowincji Segowia, w Kastylii i León, o powierzchni 17,63 km². W 2011 roku gmina liczyła 108 mieszkańców.